# Hermann Grote (Komponist)

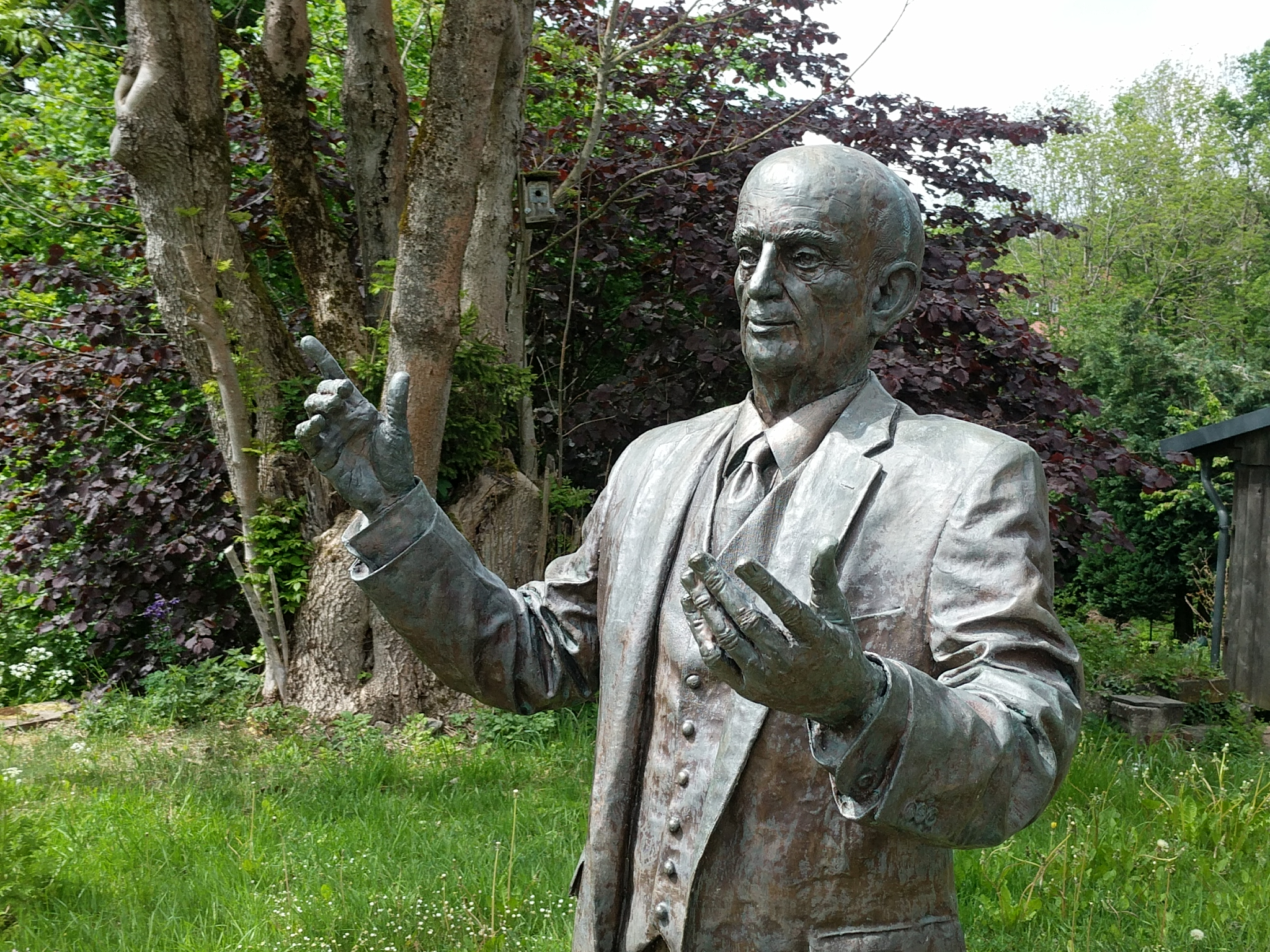
Statue von Hermann Grote in Hohegeiß, Harz, 2022

Hermann Grote (* 29. Januar 1885 in Hohegeiß im Harz; † 21. März 1971 ebenda) war ein Pädagoge und Komponist. Besonders bekannt wurde er als Komponist und Texter des um 1926 in Braunschweig entstandenen „Niedersachsenliedes“.

## Leben
Grote besuchte zunächst das Lehrerseminar in Wolfenbüttel und arbeitete anschließend ab 1906 an Volks- und Mittelschulen in Wolfenbüttel und Braunschweig. 1927 bestand er als Volksschullehrer an der Berliner Akademie für Kirchen- und Schulmusik die Prüfung zum Oberschulmusiklehrer. Ab 1929 war Grote als Musiklehrer an der Braunschweiger Lessingschule tätig, später an der Gaußschule. Darüber hinaus arbeitete er als Komponist und leitete eine Vielzahl von Chören in Braunschweig, so z. B. den größten der Stadt, den „Volkschor“, sowie den MIAG-Chor. Diesen Volkschor im Deutschen Arbeiter-Sängerbund leitete er ab 1919 und war gegen 1929 Mitglied der SPD. Im Mai 1933 trat er in die NSDAP ein. 1945 wurde er vom Schuldienst suspendiert und 1948 als Mitläufer entnazifiziert.
Nach seiner Pensionierung kehrte Grote 1957 wieder in seinen Geburtsort Hohegeiß (heute zu Braunlage gehörend) zurück, wo er den dortigen Männergesangverein bis 1964 leitete.
Seit Ende November 2009 erinnert an ihn eine von dem ungarischen Künstler Sándor Kligl geschaffene Bronzestatue vor dem Hohegeißer Heimatmuseum. Bei deren Einweihung betonte der Braunlager Bürgermeister Stefan Grote (SPD), dass sein Namensvetter „keineswegs politisch ‚rechts‘ einzuordnen“ sei.

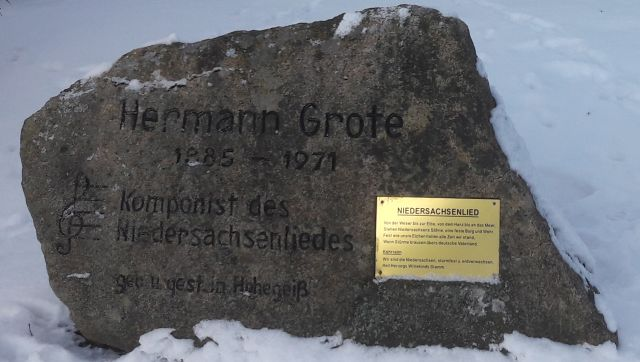
Gedenkstein für Hermann Grote in Hohegeiß, Harz, 2018

## Werke (Auswahl)

### Für Orchester und Chor
- Heimat am Meer für Chöre

- Niedersachsenmarsch für Blasorchester
- Heimatland für Männerchor
- Niedersachsenlied für Gesang und Klavier
- Ein kleines Lied für Männerchor

### Tonsätze
- Die Gedenken sind frei
- Regiment sein Straße zieht

### Melodien
- Heini, Heini, ach, ist Heini dumm
- Ich möchte die Arme breiten in die große Bläue hinein (werde)

### Einzelwerke
- Hinaus in Sonnenschein und Blumenduft (Wanderlied)
- Mit klingendem Spiel zieht das Fähnlein hinaus
- Zuck, zuck, zuck na'r Möhlen, Hans ritt up 'n Föhlen (up'n Päre)